# A Different Drum
A Different Drum is een onafhankelijk platenlabel en webwinkel in Utah, Verenigde Staten. Het is gespecialiseerd in synthipop en aanverwante genres.  
ADD houdt ook ieder jaar een muziekfestival, waarbij het zich richt op artiesten die al bij een onder contract staan, maar ook op aanstormende talenten.
Tracks van A Different Drum zijn ook gebruikt in alle drie de delen van Xbox-spel "Dance Dance Revolution ULTRAMIX".